# Trichomanes ludovicianum
Trichomanes ludovicianum är en hinnbräkenväxtart som beskrevs av Eduard Rosenstock. Trichomanes ludovicianum ingår i släktet Trichomanes och familjen Hymenophyllaceae. Inga underarter finns listade.